# Mathieu Ducellier
Pour les articles homonymes, voir Ducellier.
Mathieu Ducellier est un tireur sportif français, spécialiste des armes longues anciennes, membre de la Société de Tir de Nitting (Moselle).

## Biographie
Mathieu Ducellier a été sélectionné en équipe de France la première fois en 2005 pour le championnat d'Europe d'arbalète à Thaon-les-Vosges. Il est capitaine de l'équipe de France de tir aux armes anciennes.
Il est le compagnon de Maëva Moëlo

## Principales performances
Palmarès détaillé sur le site de la FFTir

### 2005
- 3e place arbalète 30 m au championnat d'Europe .

### 2006
- 2e place arbalète 30 m au championnat du monde[2].

### 2009-2010
- Championnat du monde armes anciennes à Fervença (Barcelos) – Portugal [3]:
  - 1re place à l'épreuve "Vetterli réplique" avec un score de 100 points
  - 7e place à l'épreuve "Tanegashima réplique" avec 95 points
  - 11e place à l'épreuve "Hizadaï réplique" avec un score de 94 points
  - 4e place par équipe à l'épreuve "Nagashino" (Mathieu Ducellier, Alain Menage et Michel Scanzi) avec 271 points

### 2011-2012
- Championnat du monde armes anciennes à Pforzheim [4],[5]:
  - 2ème place à l'épreuve "Pennsylvania réplique" avec un score de 97 points
  - 2ème place à l'épreuve "Lamarmore réplique" avec un score de 96 points
  - 8ème place à l'épreuve "Vetterli réplique" avec un score de
  - 2ème place par équipe à l'épreuve "Nagashino" (Mathieu Ducellier, Fabrice Bauer et Thierry Gherardi) avec 284 points
  - 2ème place par équipe à l'épreuve "Kossuth" (Mathieu Ducellier, Fabrice Bauer et Noël Risch) avec 284 points
  - 3ème place par équipe à l'épreuve "Hinawa" (Mathieu Ducellier, Fabrice Bauer et Thierry Gherardi) avec 285 points
  - 8 ème place par équipe à l'épreuve "Enfield" (Mathieu Ducellier, Noël Risch et Thierry Gherardi ) avec 274 points

### 2012-2013
- 2ème place au championnat d'Europe armes anciennes.

### 2013-2014
- 2ème place au championnat du monde armes anciennes.

### 2014-2015
- Championnat de France armes anciennes à Vitrolles[6] :
  - 1er à l'épreuve "Vetterli réplique" avec 98 points
  - 2ème à l'épreuve "Lamarmora réplique" avec 94 points
  - 4ème à l'épreuve "Hizadai réplique" avec 94 points.

### 2015-2016
- Championnat de France armes anciennes à Bordeaux [6]:
  - 1er à l'épreuve "Lamarmora Réplique" avec un score de 100 points
  - 1er à l'épreuve "Hizadai Réplique" avec un score de 97 points
  - 2ème à l'épreuve "Vetterli Réplique" avec un score de 96 points
  - 2ème à l'épreuve "Pensylvannia Réplique" avec un score de 95 points
- Championnat du monde Armes Anciennes à Sarlóspuszta en Hongrie [7]:
  - 2ème place par équipe à l'épreuve Gustav Adolf ( Laurent Guioullier, Alain Menage et Mathieu Ducellier)
  - 3ème place par équipe à l'épreuve Grand Prix de Versailles ( Laurent Guioullier, Alain Menage et Mathieu Ducellier, Maëva Moëlo et Franck Rusticceli)

### 2016-2017
- Championnat de France armes anciennes à  Vitrolles [6] :
  - 1er à l'épreuve "Lamarmora Réplique" avec un score de 98 points
  - 1er à l'épreuve "Pensylvannia Réplique" avec un score de 97 points
  - 1er à l'épreuve "Hizadai Réplique" avec un score de 98 points
  - 1er à l'épreuve "Vetterli Réplique" avec un score de 99 points

### 2017-2018
- Championnat de France armes anciennes à Volmerange-les-Mines[6]:
  - 1er à l'épreuve "Minié" avec un score de 90 points
  - 1er à l'épreuve "Lamarmora Réplique" avec un score de 96 points
  - 1er à l'épreuve "Pensylvannia Réplique" avec un score de 95 points
  - 2ème à l'épreuve "Vetterli Réplique" avec un score de 98 points
  - 4ème à l'épreuve "Hizadai Réplique" avec un score de 96 points
- Championnat du monde armes anciennes [8]:
  - Champion du monde par équipe dans la discipline Grand Prix de Versailles (équipe constituée de Jean–Luc Miquerol, Mathieu Ducellier, Laurent Guioullier et Maëva Moëlo) [9]en établissant le record du monde avec 544 points.
  - 2ème place par équipe à l'épreuve Pauly (Mathieu Ducellier, Laurent Guioullier et Maëva Moëlo) avec  un score de 271 points

### 2018-2019
- Championnat de France armes anciennes à Chateauroux [6]:
  - 1er à l'épreuve "Lamarmora Réplique" avec un score de 95 points
  - 1er à l'épreuve "Hizadai Réplique" avec un score de 97 points
  - 1er à l'épreuve "Vetterli Réplique" avec un score de 100 points
  - 3ème à l'épreuve "Withworth Réplique" avec un score de 98 points
  - 6ème à l'épreuve "Pensylvannia Réplique" avec un score de 92 points

### 2019-2020
- 2ème place au championnat d'Europe armes anciennes [10].

### 2020-2021
- 1st MLAIC EUROPEAN CHAMPIONSHIP POSTAL MATCH 2021 [11]:
  - 2ème place à l'épreuve Vetterli réplique avec un score parfait de 100 points
  - 6ème place à l'épreuve Tanegashima réplique avec un score de 98 points.
  - 6ème place à l'épreuve Pennsylvania réplique avec un score de 95 points.
  - 6ème place à l'épreuve Lamarmora réplique avec un score de 95 points.
  - 8ème place à l'épreuve Hizadai réplique avec un score de 95 points.
  - 1ère place par équipe à l'épreuve Rigby (Véronique Tissier, Maëva Moëlo et Mathieu Ducellier) avec un score de 289 points.
  - 2ème place par équipe à l'épreuve Nagashino (Michel Deschamps, Mathieu Ducellier et Noël Risch)
  - 3ème place par équipe à l'épreuve Pforzheim (Véronique Tissier, Maëva Moëlo et Mathieu Ducellier)
  - 4ème place par équipe à l'épreuve Kossuth (Fabrice Dedryver, Mathieu Ducellier et Noël Risch) avec un score de 292 points.
  - 5ème place par équipe à l'épreuve Enfield (Fabrice Dedryver, Mathieu Ducellier et Noël Risch) avec un score de 274 points.

### 2021-2022
- Championnat du Monde de tir aux armes anciennes à Pforzheim[12]: 
  - 1ère place en Pensylvania réplique avec un score de 99/100[13].
  - 3ème place en Hizadaï réplique.
  - 1ère place par équipe à la discipline Taneghashima réplique : Mathieu Ducellier, Noël Risch et Fabrice Dedryver.
  - 2ème place par équipe en Pensylvania réplique (Kossuth) : Mathieu Ducellier, Maëva Moëlo et Fabrice Dedryver[14].
  - 3ème place par équipe à la discipline Vetterli réplique : Maéva Moélo, Mathieu Ducellier et Virginie Decomble

### 2022-2023
- Championnat d'Europe de tir aux armes anciennes au CNTS de Châteauroux-Déols[15] :
  - 1re place individuelle à l'épreuve Lorenz exhibition réplique.
  - 4e place individuelle à l'épreuve Miquelet original et 1e place par équipe à l'épreuve Gustav Adolph (3xMiquelet) avec Jean-Luc Miquerol et Martial Marton.
  - 5e place individuelle à l'épreuve Minié original et 2e place par équipe à l'épreuve Pauly (3xMinié) avec Maëva Moëllo et Laurent Guiouiller.
  - 6e place individuelle à l'épreuve Pennsylvania réplique et 2e place par équipe à l'épreuve Kossuth (3xPennsylvania) avec Noël Risch et Maëva Moëllo.
  - 7e place individuelle à l'épreuve Lamarmora réplique et 4e place par équipe à l'épreuve Enfield (3xLamarmora) avec Noël Risch et Maëva Moëllo.
  - 9e individuelle place à l'épreuve Vetterli réplique et 2e place par équipe à l'épreuve Pforzheim (3xVetterli) avec Véronique Tissier et Maëva Moëllo.
  - 10e place individuelle à l'épreuve Tanegashima réplique et 2e place par équipe à l'épreuve Nagashino (3xTanegashima) avec Jean-Luc Miquerol et Noël Risch.
  - 10e place individuelle à l'épreuve Hizadai réplique.
  - 1re place par équipe à l'épreuve Grand Prix de Versailles avec Maëva Moëllo, Laurent Guiouiller, Jean-Luc Miquerol et Martial Marton.

## Divers
Mathieu Ducellier est également détenteur de records du monde de tir aux armes anciennes; il compte de nombreux titres nationaux (France) et régionaux (Lorraine)

### Records
Mathieu détient :
- le record du monde et d'Europe dans la discipline d'armes anciennes Kuchenreuter Junior établi à Bordeaux avec 93 points[17]
- le record du monde dans la discipline d'armes anciennes Versailles (équipe constituée de Jean–Luc Miquerol, Mathieu Ducellier, Laurent Guioullier et Maëva Moëlo) établi à Eisenstadt en Autriche en 2018 avec 544 points[18]
- le record de France junior dans la discipline d'armes anciennes Vetterli Réplique établi à Lézignan en 2005 avec 99 points[19].
- le record de France dans la discipline d'armes anciennes Vetterli Réplique établi à Lézignan en 2008 avec 100 points[19].
- le record de France dans la discipline d'armes anciennes Hizadai Réplique établi à Lézignan en 2012 avec 100 points[19].
- le record de France dans la discipline d'armes anciennes Lamarmora Réplique établi à Lézignan en 2012 avec 99 points[19].
- le record de France dans la discipline d'armes anciennes Batesville (équipe Bauer, Ducellier et Gherardi) établi en 2012 avec 284 points[19].
- le record de France dans la discipline arbalète match par équipe (Worme, Ducellier et Schueller) établi en 2012 avec 1714 points[19].